# Karel Gemperle
Karel Gemperle (14. dubna 1845 Třebívlice – 23. října 1888 Praha) byl český stavitel zaměřený na stavby domů ve stylu novorenesance. Náleží ke generaci Národního divadla. V letech 1880–1888 spolupracoval na stavbách s architektem Antonínem Wiehlem, vůdčí osobností novorenesance navazujícím na tradici české renesance 16. století.

## Život
Narodil se v Třebívlicích, v rodině hostinského Františka Gemperla a jeho manželky Agnes, rozené Hedánkové. S manželkou Augustou, rozenou Bürgerovou (1856-1928) měl tři děti Hermínu, Richarda a Marii. Byl strýcem architekta Vladimíra Karfíka.
Zemřel v Praze 23. října 1888 a je pohřben na Olšanských hřbitovech, hřbitov II/1.

## Stavitel
Karel Gemperle působil od roku 1880 jako stavitel, kterým se stal na základě výnosu c. a k. místodržitelství ze dne 15. 10. 1880 a magistrátního výměru z 25. 10. 1880. Ve stavitelské praxi Gemperle spolupracoval v letech 1873–1880 s Antonínem Wiehlem, který jej ovlivnil podobně jako předtím Jana Zeyera.

### Nájemní domy navržené a postavené s Antonínem Wiehlem
V osmdesátých letech spolupracoval s Antonínem Wiehlem na návrzích a realizacích nájemních domů v Praze.V letech 1875–1880 společně postavili 4 činžovní domy na Starém Městě a na Novém Městě. Na těchto stavbách Wiehl za Gemperlovy účasti postupně propracovával své typické prvky obnovené české renesance, zejména sgrafita.
- Dům čp. 94 (Sadová 1) na Královských Vinohradech (1882). (Nedochoval se.) Nárožní dům se zvýšeným přízemím a třemi patry a 7 osami. V přízemí rustika, v obou patrech a na štítech sgrafita. V třetím patře alegorie dne a noci a čtyř ročních období (autorem Jakub Schikaneder). V portále domu světlíková mříž. Pod prvním patrem byla deska s označením autorů: H.DOMUS. AEDIF. ANT. WIEHL ET C. GEMPRLE. MDCCCLXXXII. V pozůstalosti Antonína Wiehla se dochovala původní skica, tušová („rustika sgrafirovaná“)[11][4]
- nárožní dům U Mladých Goliášů čp. 527/I ve Skořepce Praha 1 Staré Město, Jilská 2, Skořepka 1. Návrhy sgrafit Mikoláš Aleš.(1888–1889)[12][13][14][15][13][16]
- nárožní dům čp. 542 ve Zborovské ulici 42 na Smíchově. Návrhy plastik J. V. Myslbek. (1885)[17][18][13][19]
- nárožní dům čp. 1682 Na Poříčí (or. č. 18), (Havlíčkova č. o. 15) (1886).[11]

### Dobové reakce na Wiehlův a Gemperlův architektonický styl
Wiehl a Gemperle pokračovali ve stavbách novorenesančních domů ve stylu, ve kterém Wiehl stavěl nájemní domy v 70. letech s Janem Zeyerem. Toto do té doby neobvyklé pojetí výzdoby domů vzbuzovalo pozornost a příznivý ohlas. O tom svědčí názor historičky a etnografky Renáty Tyršové publikovaný již po dokončení domu čp. 1035/17 v ulici Karolíny Světlé. Wiehlův, Gemperlův a Zeyerův kolega architekt Jan Koula jejich úsilí definoval v roce 1883 ve Zprávách Spolku architektů jako „výklad o vývoji a stylu A. Wiehla“ "........Wiehl bojuje o nové vyjádření architektonické na základě vzorů, pro Prahu a Čechy XVI. a XVII. století typických a ukázal k nim poprvé, když postavil svůj „sgrafitový domek“ v Poštovské ulici. Od té doby pilně sbíral památky naší renesance, studoval je a kde mu bylo možno, hleděl jich užíti na svých stavbách. Wiehlovým přičiněním mluví se o „české renesanci“; cítíme oprávněnost tohoto názvu, ale nikdo dosud nestanovil přesně, v čem ráz těch staveb záleží...."

### Výtvarné pojetí fasád domů realizovaných Karlem Gemperlem a Antonínem Wiehlem
Fasády domů postavených Gemperlem ve spolupráci s Wiehlem mají podobná kompoziční řešení jako fasády navržené v 70. letech Wiehlem společně s Janem Zeyerem. Vůdčí osobností spolupráce byl nesporně Wiehl, který se stejně jako v době spolupráce se Zeyerem inspiroval dochovanými budovami české renesance 16. a 17. století. Na sgrafitech a freskách Wiehl a Gemperle spolupracovali s Mikolášem Alešem, Janem Koulou, Láďou Novákem.

## Galerie Karla Gemperela

### Gemperlovi spolupracovníci

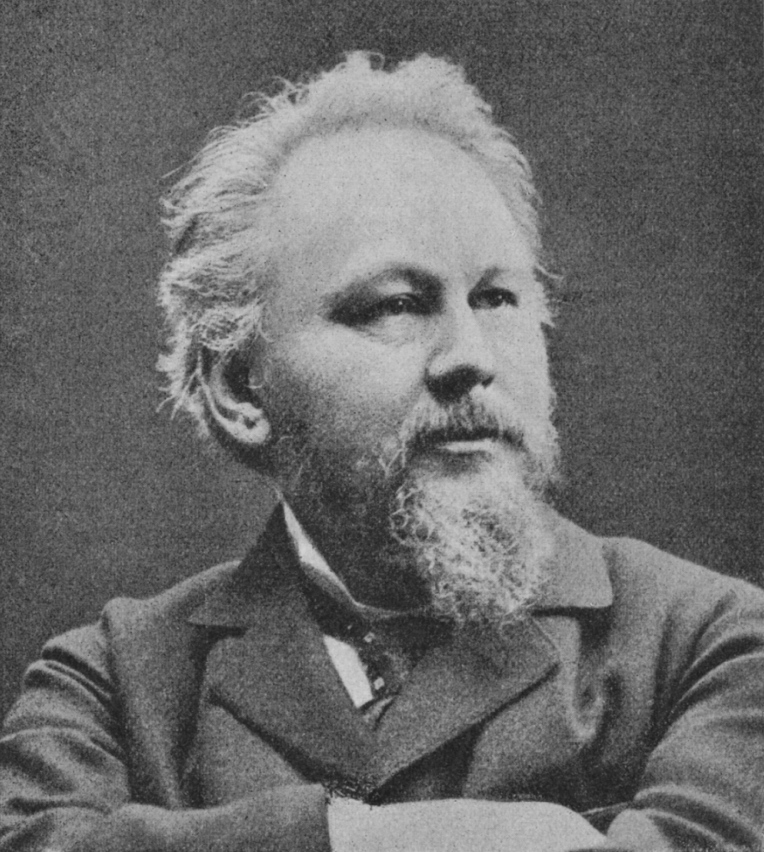
Antonín Wiehl
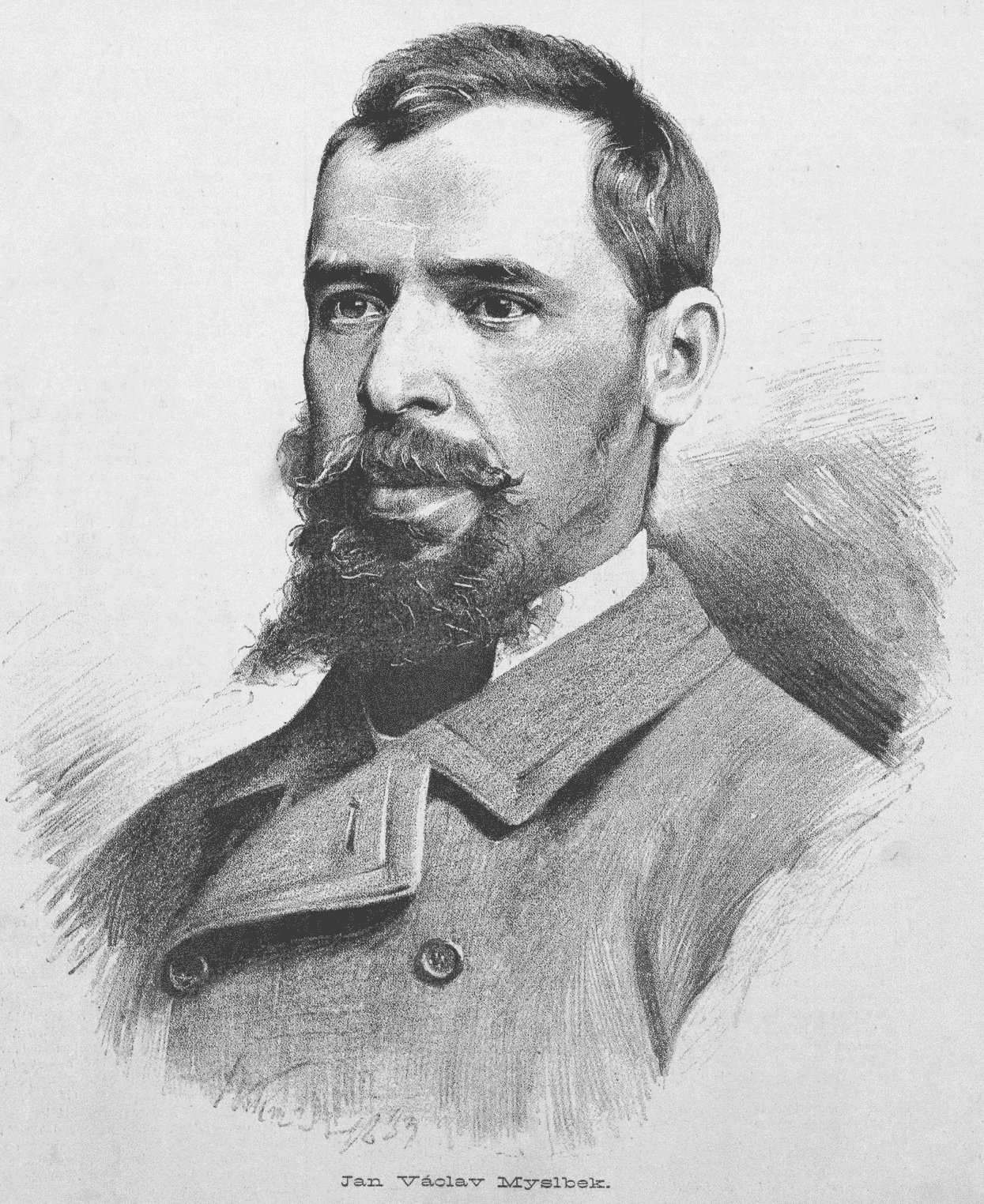
Josef Václav Myslbek

### Gemperleho a Wiehlovy realizované domy

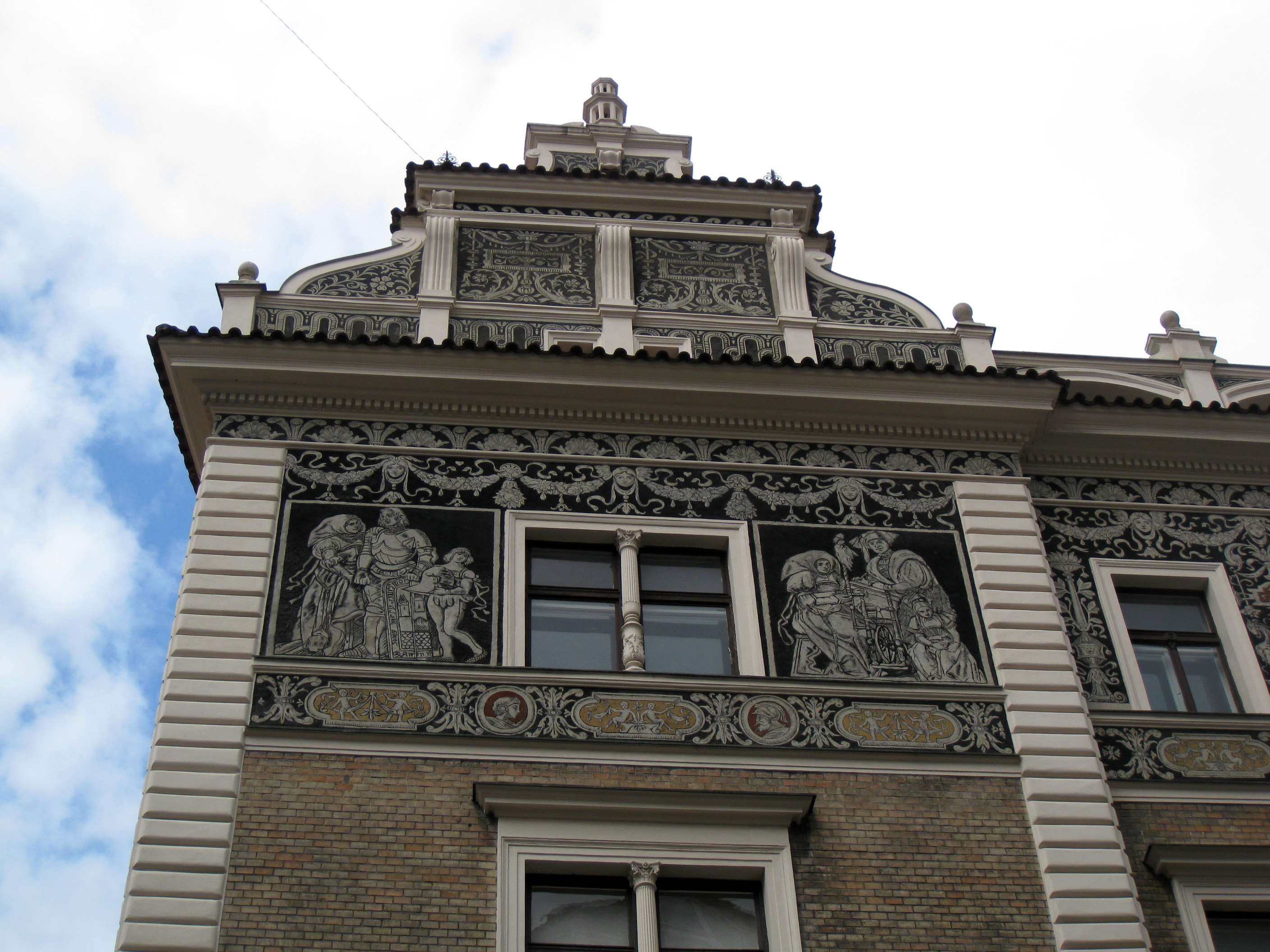
Dům u Mladých Goliášů (Skořepka)
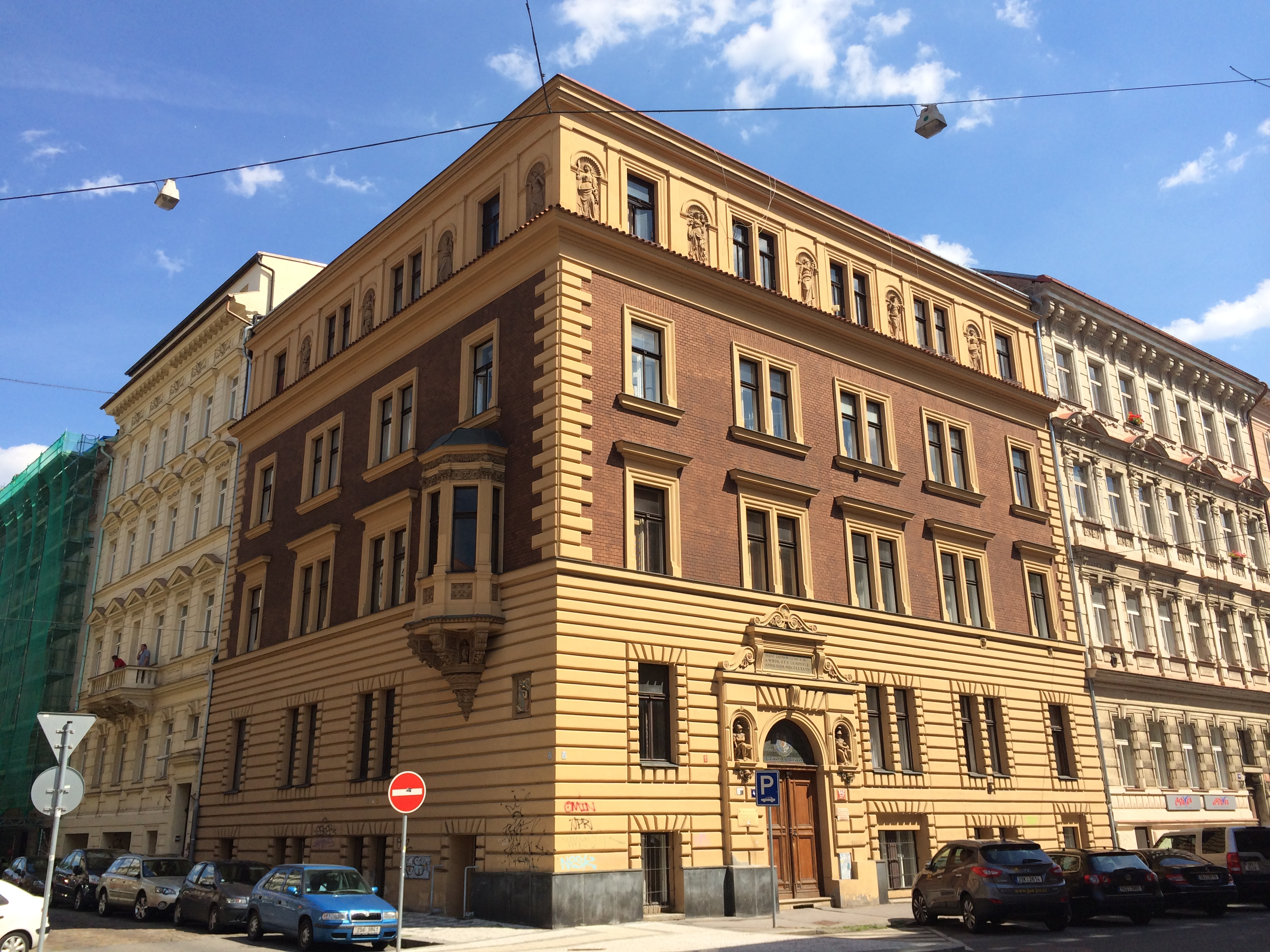
Zborovská – Vodní, čp. 542
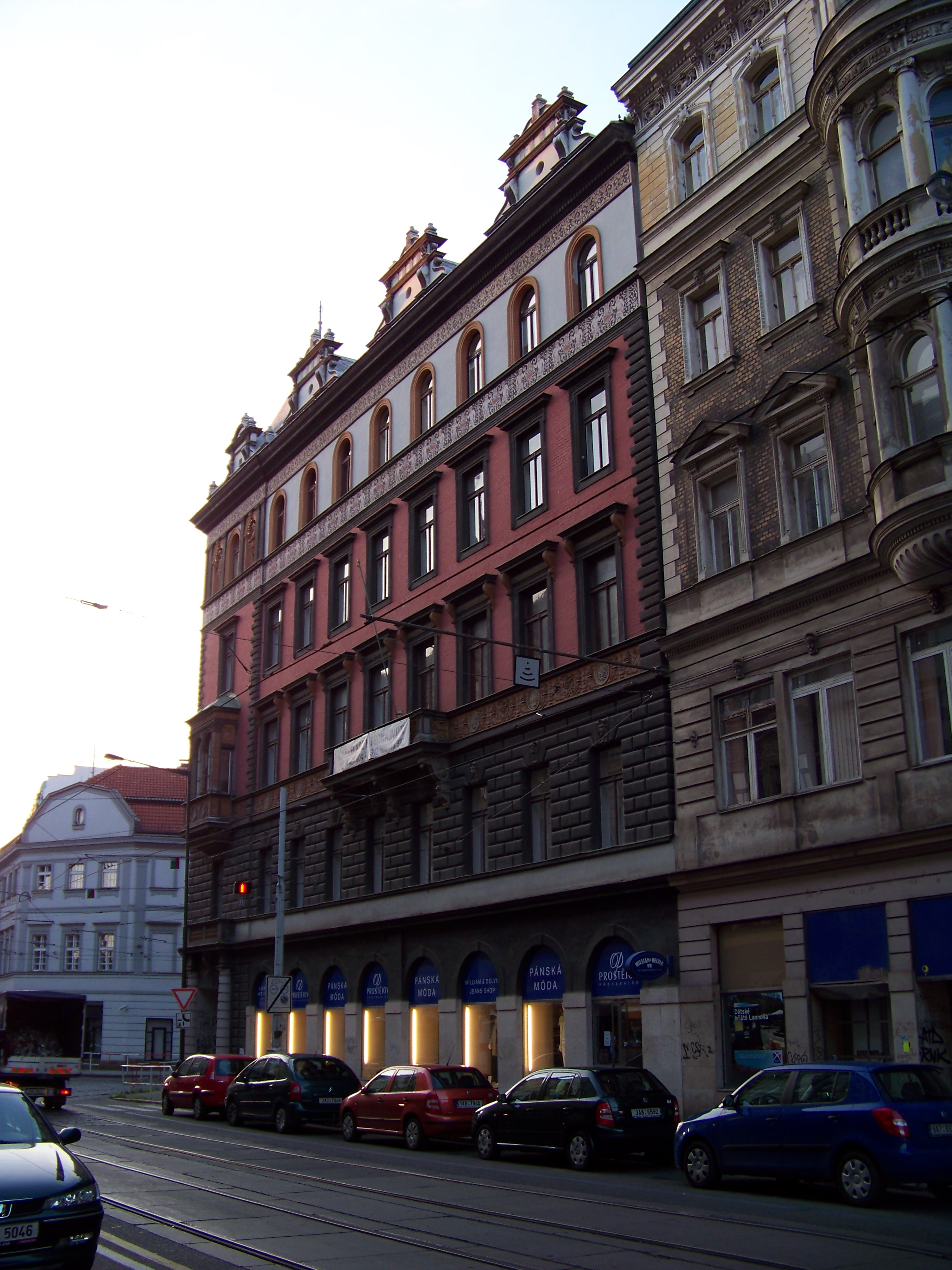
Na poříčí 18

### Sgrafita na fasádách domů

#### Historické postavy na sgrafitech Domu u Mladých Goliášů

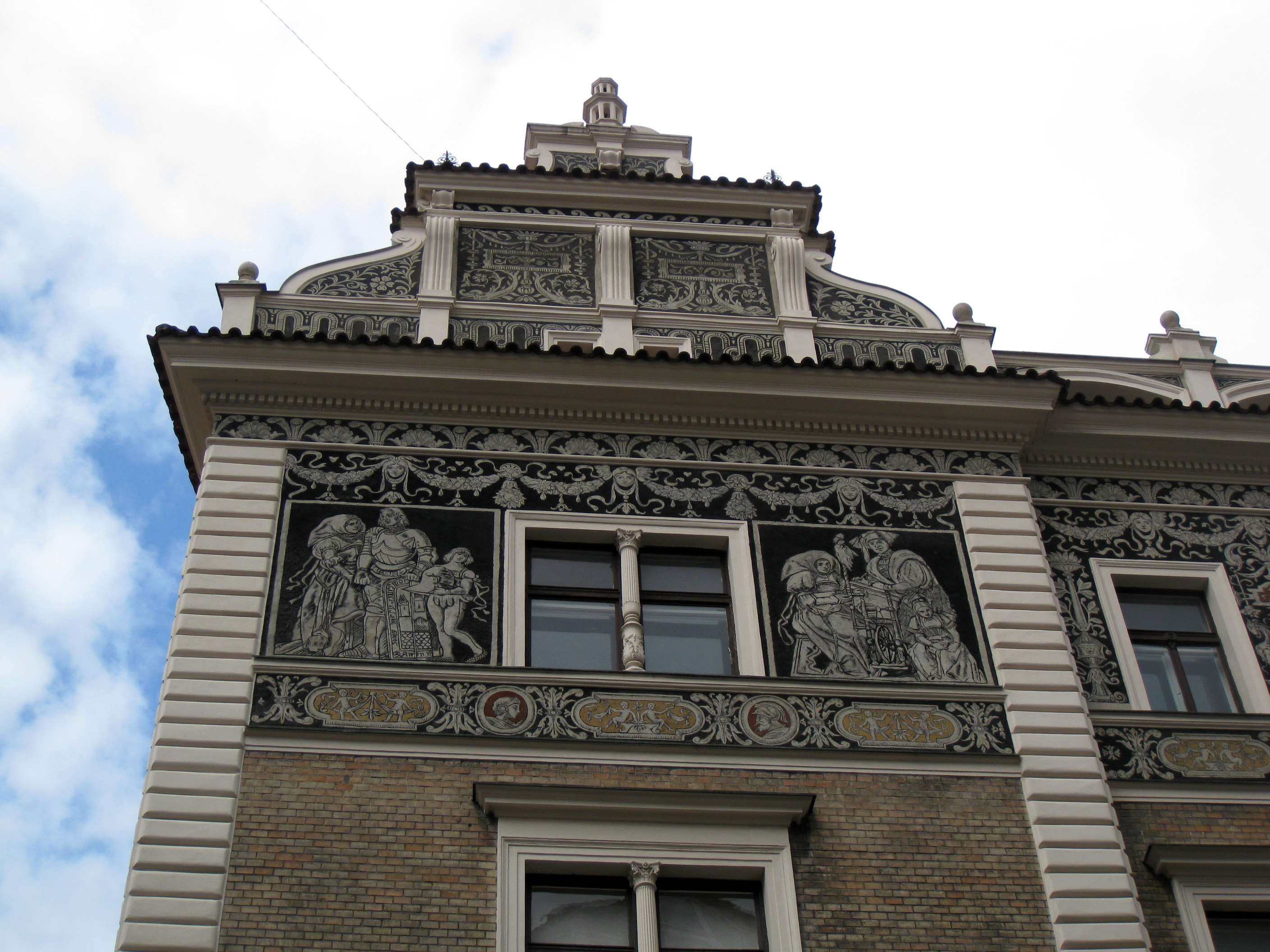
Dům u Mladých Goliášů (Skořepka)